# Lehigh Valley
La Lehigh Valley, riconosciuta ufficialmente dalla United States Census Bureau come Allentown-Bethlehem-Easton, PA-NJ metropolitan area, è un'area metropolitana degli Stati Uniti che comprende:
- la contea di Carbon;
- la Contea di Lehigh;
- la contea di Northampton;
- la contea di Warren.

Le prime tre si trovano nella parte orientale della Pennsylvania, mentre la quarta nella parte occidentale del New Jersey.

## Città e posizione
I centri abitati principali si trovano nelle contee di Lehigh e di Northampton, lungo la U.S. Route 22 e la Interstate 78, in Pennsylvania. Le principali città sono:
- Allentown;
- Bethlehem;
- Easton.

I confini tradizionali della regione sono i monti The Poconos a nord, il fiume Delaware a est, i confini della contea di Berks e della contea di Montgomery a sud-ovest e i confini con la contea di Bucks più a sud.
La Lehigh Valley si trova a 97 km a nord da Filadelfia, a 80 km a nord-est da Harrisburg e a 140 km a ovest da New York.

## Demografia
La Lehigh Valley è la terza regione più popolosa della Pennsylvania con circa 820.000 abitanti (censimento 2010). Fa parte a sua volta della maggiore area metropolitana di New York e della Great Appalachian Valley. La regione prende il nome dal fiume Lehigh.